# Ving
Ving, tidigare Vingresor, är en svensk resebyrå, grundad 1956. Ving är Sveriges största researrangör, som dels arrangerar charterresor och paketresor med reguljärflyg. Företaget har cirka 200 anställda och 660 000 resenärer årligen[källa behövs].

## Historik
Ving som startade med namnet Vingresor grundades av Yngve Fors, som utifrån sin tjänst i Nyman & Schultz sällskapsresor i Göteborg fick uppdraget att skapa ett företag för charterresor med flyg. Två år senare blev det eget företag. Vingresor expanderade kraftigt och blev ett ledande företag i sin bransch. 
På Vingresors huvudkontor i Göteborg arbetade i mitten på 1960-talet cirka 120 personer.
Fler företag köptes upp; Europaresor, Svensk Turistbyrå och Brodin Touring med sammanlagt nära 200 anställda. 1966 uppstod ekonomiska problem vilka ledde till att Handelsbanken tvingades överta Vingresor. I spåren av det beslöts att Vingresors huvudkontor skulle flytta till Stockholm.
Under 1960-, 70- och 80-talet var företaget starkt förknippat med sitt varumärke "Club 33" för resande i åldrarna 18–33 år. Ving finns på fler än 500 resmål i över 50 länder.
Vingresor bytte 1993 namn till Ving. Vingresor-fågeln även av en ny Ving-logotyp.
Företaget Ving Sverige AB har under åren ägts av MyTravel Group och sedan Thomas Cook Group, som begärdes i konkurs 23 september 2019. Vings konkursbo köptes upp av Altor, Strawberry och TDR. Det nya bolagsnamnet är Ving SVE AB och koncernmodern är Nordic Leisure Travel Group AB (NLTG). 

## Ägare
Ving är en del av den nordiska resekoncernen Nordic Leisure Travel Group (tidigare Thomas Cook Northern Europe). Koncernen äger även researrangörerna Globetrotter, Spies, Tjäreborg, flygbolaget Sunclass Airlines samt hotellbolaget Hotels & Resorts med varumärkena Sunwing Family Resorts, Ocean Beach Club och Sunprime Hotels. Gruppen säljer runt 1,5 miljoner resor årligen i de nordiska länderna.

## Hotell
Ving har de egna hotellen Sunwing Family Resorts och Sunprime Hotels, som i huvudsak är belägna kring Medelhavet (Ving hade tidigare två hotell på svensk mark varav ett var Sunwing Resort i den jämtländska skidorten Åre, 1979–2002), samt ett på Öland i Ekerum. Sunwing Family Resorts riktar sig till barnfamiljer och har bland annat barnpooler, miniland och maskotarna Lollo & Bernie (giraff och nallebjörn) men också underhållning för alla ålderskategorier. Sunprime Hotels riktar sig till vuxna som reser utan barn, och erbjuder bland annat gym och spa. 

### Sunwing Family Resorts
- Cypern, Sunwing Sandy Bay Beach – Ayia Napa
- Gran Canaria, Sunwing Arguineguín Seafront – Arguineguín
- Kreta, Sunwing Makrigialos Beach – Lasithi
- Mallorca, Sunwing Cala Bona Seafront – Cala Bona
- Mallorca, Sunwing Alcudia Beach – Alcudia
- Rhodos, Sunwing Kallithea Beach – Kallithea
- Teneriffa, Sunwing Fañabé Beach – Playa de las Américas
- Thailand, Sunwing Bangtao Beach – Phuket
- Thailand, Sunwing Kamala Beach – Phuket

### Ocean Beach Club
- Gran Canaria, Ocean Beach Club Gran Canaria – Playa del Cura
- Cypern, Ocean Beach Club Cypern – Ayia Napa
- Kreta, Ocean Beach Club Kreta – Makrigialos

### Sunprime Hotels
- Cypern, Sunprime Protaras Beach
- Cypern, Sunprime Ayia Napa Suites
- Gran Canaria, Sunprime Atlantic View
- Kreta, Sunprime Platanias Beach
- Mallorca, Sunprime Waterfront, Can Pastilla
- Mallorca, Sunprime Pollensa Bay, Alcudia
- Rhodos, Sunprime Miramare Beach
- Teneriffa, Sunprime Coral Suites & Spa
- Teneriffa, Sunprime Ocean View
- Turkiet, Sunprime C-Lounge, Alanya
- Turkiet, Sunprime Dogan Side Beach
- Thailand, Sunprime Kamala Beach